# Rambutan
Der Rambutan (Nephelium lappaceum) ist eine Pflanzenart innerhalb der Familie der Seifenbaumgewächse (Sapindaceae). Diese tropische Pflanzenart ist mit dem Litschibaum (Litchi chinensis) verwandt. Der Trivialname Rambutan leitet sich vom malaiischen Wort rambut ab, das „Haar“ bedeutet und verweist auf die dicht mit weichen Stacheln besetzte Frucht. Daher wird die Frucht auch behaarte oder falsche Litschi genannt. Im Malaiischen Archipel ist der Rambutan einer der häufigsten Obstbäume.

## Beschreibung

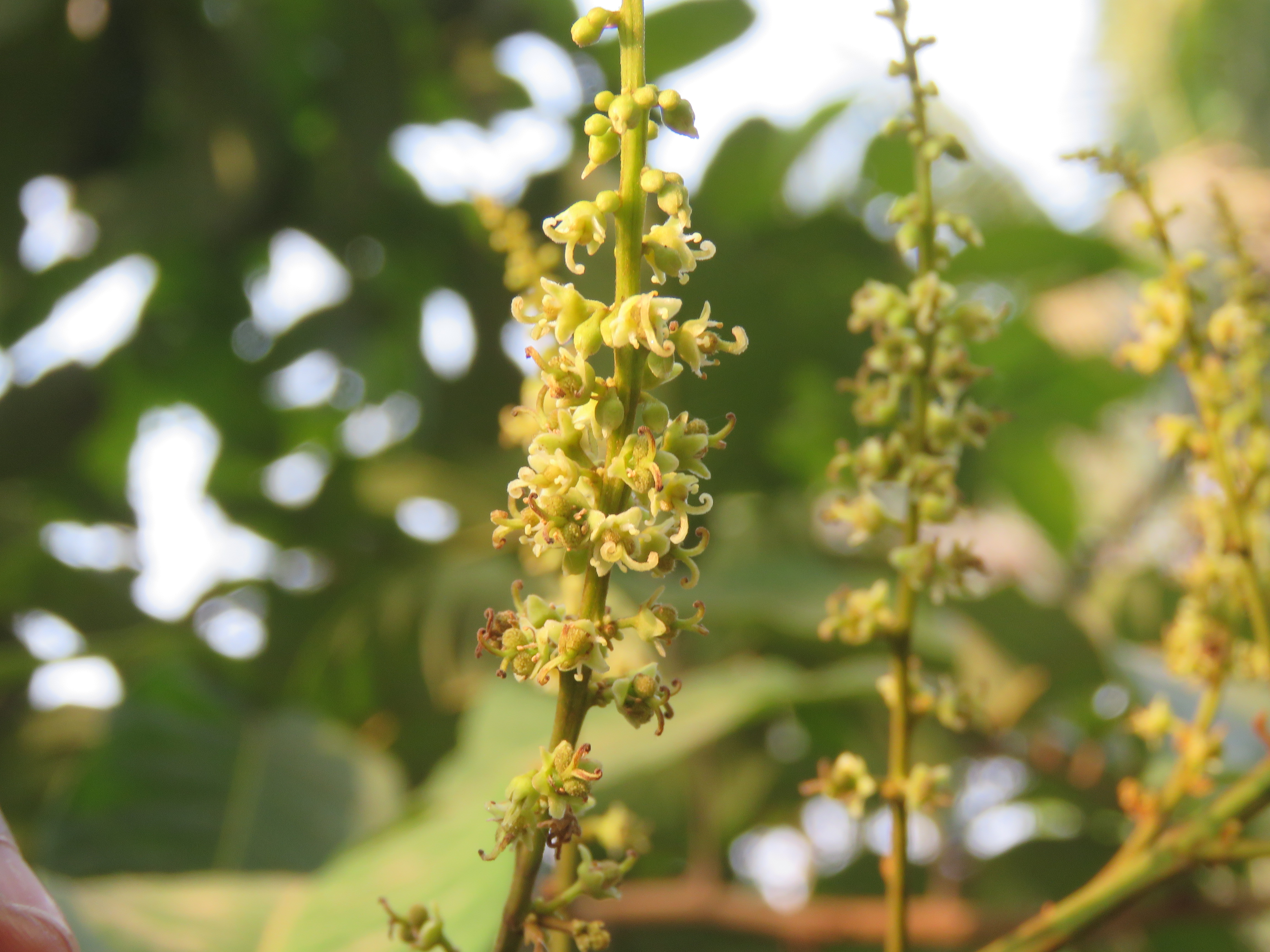
Blütenstand

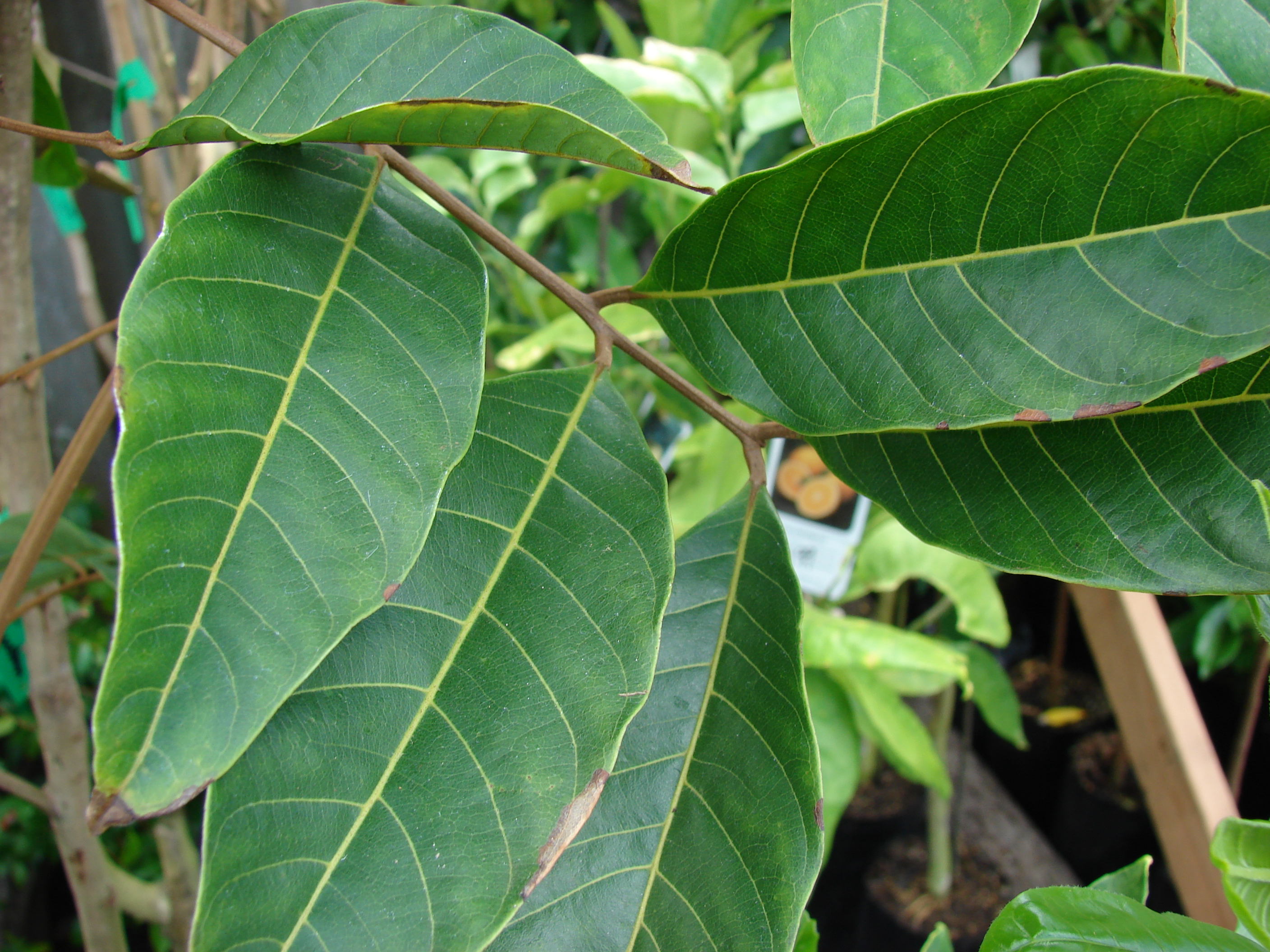
Rambutanblätter

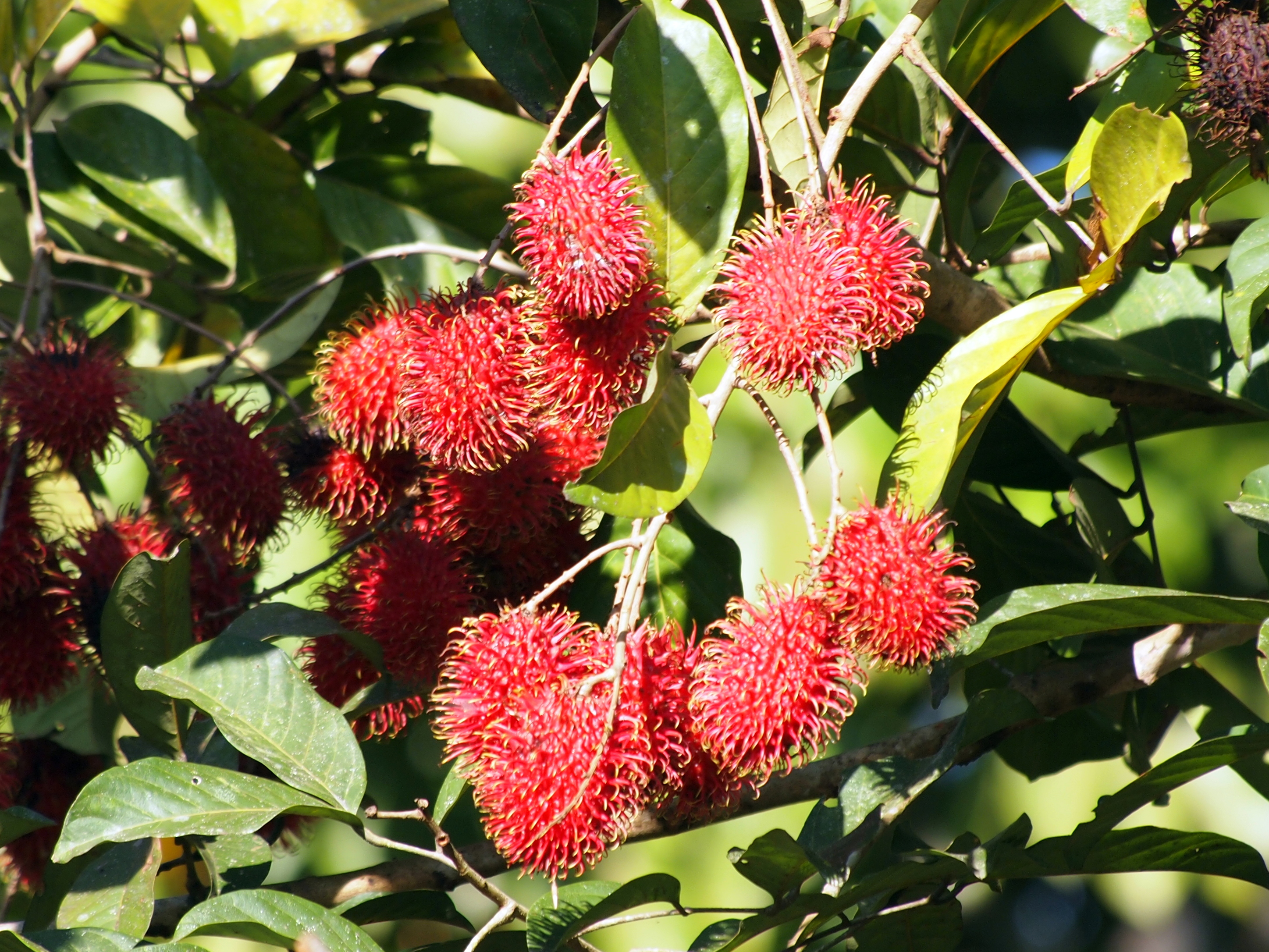
Früchte an einem Rambutan

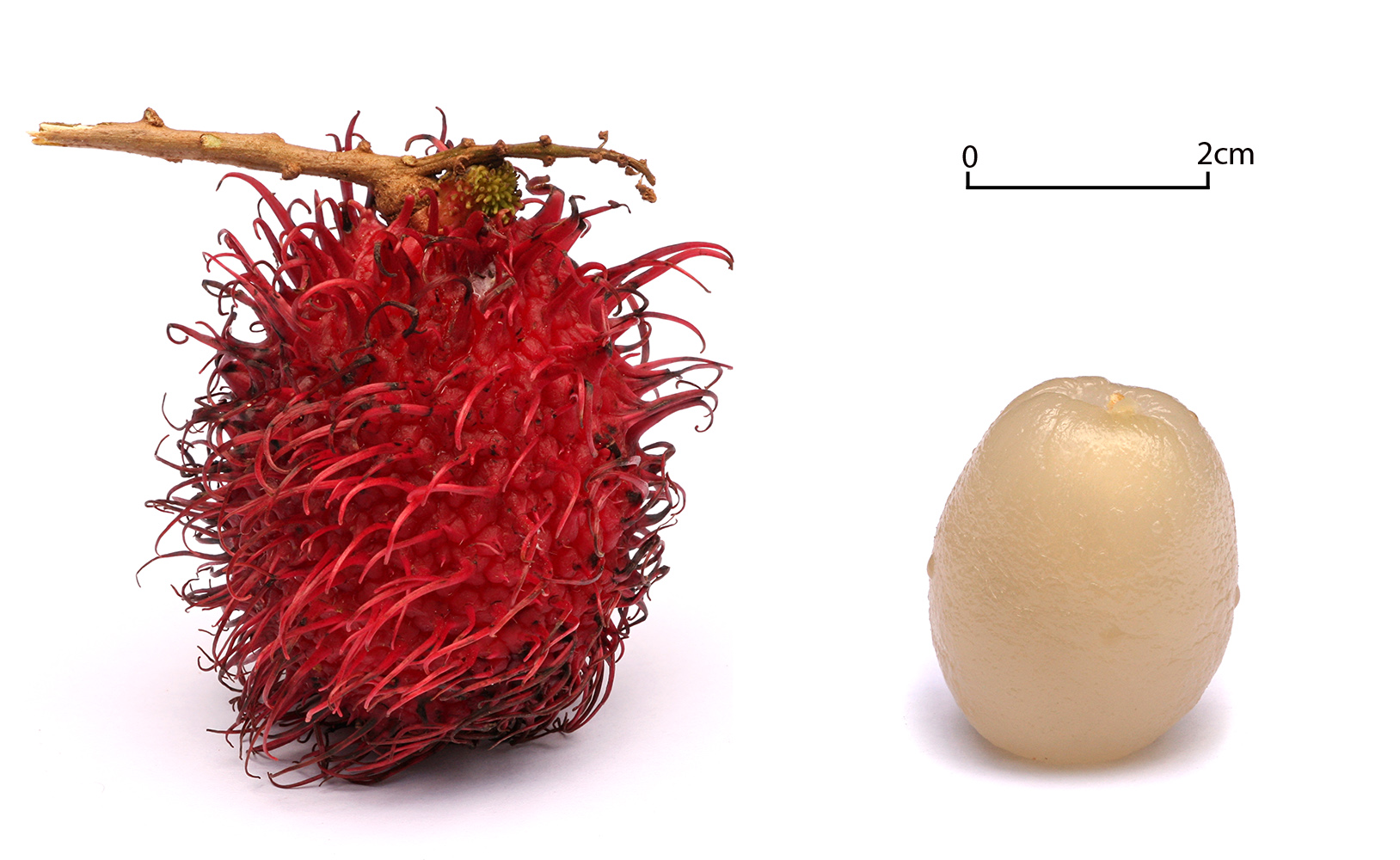
Rambutan (Nephelium lappaceum), Frucht (mit stacheliger Schale und geschält)

Der Rambutan wächst als immergrüner Baum mit ausladender Krone und erreicht Wuchshöhen von 25 bis 45 Meter, ist aber meist einiges kleiner, in Kultur ist er nur 3 bis 5 Meter hoch. Er ist von aufrechtem Habitus. Der Stammdurchmesser kann bis 60–125 Zentimeter betragen und es werden meterhohe Brettwurzeln ausgebildet.
Die wechselständig stehenden, gestielten Laubblätter sind paarig gefiedert aus ein bis fünf Paaren von kurz gestielten Fiederblättchen zusammengesetzt. Die Blätter sind etwa 20–40 Zentimeter und der Blattstiel etwa 5–15 Zentimeter lang, die Blättchen sind 10–25 Zentimeter lang und 5–10 Zentimeter breit. Die eiförmig bis elliptisch oder lanzettlich sowie verkehrt-eiförmig geformten, ledrigen Blättchen sind matt gelblichgrün bis dunkelgrün gefärbt, im Austrieb sind sie rötlich überhaucht. Die ganzrandigen, fast kahlen Blättchen sind abgerundet bis rundspitzig oder bespitzt bis zugespitzt und manchmal spitz. Die Nervatur ist, oft wechselnd, gefiedert und heller.
Nephelium lappaceum ist einhäusig monözisch oder zweihäusig diözisch. Die Pflanze blüht und trägt zweimal jährlich; die 2,5 bis 5 mm kleinen, süß duftenden Blüten stehen in aufrechten achsel- sowie endständigen, 30 Zentimeter langen Rispen. Die eingeschlechtlichen, funktionell männlichen oder weiblichen, kurz gestielten Blüten mit meist einfacher Blütenhülle, sind weiß bis gelb-grün. Es ist meist nur ein kleiner, innen und außen mehr oder weniger behaarter Kelch mit 4–6 Zipfeln vorhanden, die Petalen fehlen meist oder sind stark reduziert.
Die Blüten haben 5–8 Staubblätter und die weiblichen Blüten einen oberständigen, 2–3-fach kugellappigen und warzigen Fruchtknoten mit einem grundständigen Griffel mit 2–3 langen und zungenförmigen, eingerollten Narben. Die Staubblätter sind bei den männlichen Blüten lang und vorstehend, bei den weiblichen kürzer und die Antheren öffnen sich hier nicht. Bei den männlichen Blüten ist ein kurzer Pistillode vorhanden. Es ist jeweils ein leicht lappiger Diskus vorhanden.
Die etwa 3–6 Zentimeter großen, rundlichen bis ellipsoiden Früchte hängen lose zu 10 bis 20 in einer Rispe. Die nicht öffnende, steinfruchtartige Frucht reift 15 bis 18 Wochen nach der Blüte. Sie ist von einer rosafarbenen bis leuchtend-roten, ledrigen, mehr oder weniger dicken Schale mit dichten, langen, weichen und unten bauchigen Stacheln umgeben, die das süß-aromatisch schmeckende, milchig-weiße, geleeähnliche, wässrige Fruchtfleisch (Sarkotesta oder Arillus) schützt. Der mandelähnliche, feinrippige Samen mit krustiger Außenschale (Sklerotesta oder Testa) hängt fest am Fruchtfleisch. Der tragende Baum kann auf dem Höhepunkt seiner Kraft bis zu 6.000 Früchte mit einem Gesamtgewicht von rund 70 Kilogramm ausbilden.

## Taxonomie und Systematik
Der Rambutan wurde 1767 von Carl von Linné in Mantissa Plantarum Seite 125 als Nephelium lappaceum (als lappacea) erstbeschrieben. Ein Synonym ist Scytalia ramboutan Roxb.
Von Nephelium lappaceum existieren drei Varietäten:
- Nephelium lappaceum var. lappaceum
- Nephelium lappaceum var. pallens (Hiern) Leenh.
- Nephelium lappaceum var. xanthioides (Radlk.) Leenh.

Des Weiteren existieren weit über 200 Zuchtformen.

## Verbreitung
Der Rambutan ist ursprünglich in Südostasien weitverbreitet. Als Kulturpflanze findet er sich in den Tropen 15° entlang des Äquators in Afrika, der Karibik, Mittelamerika, Indien, Indonesien, Malaysia, Kambodscha, Ecuador und Vietnam, den Philippinen und Sri Lanka, zunehmend auch in Teilen Australiens und Hawaiis. Der größte Produzent allerdings ist Thailand. Die ursprüngliche Heimat des Baumes ist Indonesien. Als tropische Pflanze bedarf er Temperaturen oberhalb von 10 °C sowie humoser und nährstoffreicher, gut drainierter Böden.

## Vermehrung
Der Rambutan vermehrt sich über die mandelförmigen Samen der Frucht, er wird aber in Kultur meist über Stecklinge vermehrt. Die Pflanze ist nicht selbstbefruchtend. Rambutan ist in Indonesien eine wichtige Nektarquelle für Bienen, die zugleich den Hauptbestäuber darstellen; weitere Bestäuber sind Schmetterlinge und Fliegen.

## Verwendung

### Frucht
Die Frucht ist ein besonders in Asien weithin geschätztes Lebensmittel. Sie wird sowohl roh als auch verschieden zubereitet gegessen. Bei Konservenware ist der Samen manchmal durch ein Stück Ananas ersetzt.

### Samen
Die essbaren, in größeren Mengen aber gesundheitsschädigenden Samen der Pflanze, die Kakaobutter ähnliche Fette und Öle (Rambutantalg) – hauptsächlich Ölsäure und Arachinsäure – enthalten, finden Verwendung in der Herstellung von Speisefetten, Kerzen und Seifen.

### Sonstiges
Die Wurzeln, die Rinde und die Blätter des Rambutan werden vielfältig als Heilpflanze in der asiatischen Volksmedizin gebraucht, finden aber auch als Farbstoff Verwendung.

### Kosmetik
Im Zuge des Rambutan-Projekts, welches seit 2015 läuft, hat die BASF verschiedene pflanzliche Wirkstoffe aus Fruchtschale, Samen und Blättern extrahiert, welche z. B. die Feuchtigkeit der Haut erhöhen, die Hautbarriere unterstützen, die Regeneration der Haut unterstützen sowie die Haut vor umweltbedingten Stress schützen sollen.